# Масатоши Кошиба
Масатоши Кошиба (на японски: 小柴 昌俊) е японски физик, носител на Нобелова награда за физика за 2002 г.

## Биография
Роден е на 19 септември 1926 г. в Тойохаши, Япония. Завършва Токийския университет през 1951. Защитава докторска дисертация през 1955 в Университета на Рочестър. През 1960 става професор в Токийския университет, а през 1987 почетен професор.

## Научна работа
Кошиба работи върху неутриното, елементарна частица, която дълго след теоретичното ѝ предсказване не е наблюдавана от учените. От 20-те години на ХХ век се предполага, че Слънцето трябва да излъчва голям брой неутрино поради термоядрените реакции, които протичат в него. По-късно е доказано и теоретично, че Слънцето трябва да произвежда огромен брой неутрино, които обаче взаимодействат изключително слабо с материята, поради което са на практика ненаблюдаеми.
Кошиба започва работа върху предложения от Реймънд Дейвис експеримент, като поставя водни резервоари в стара цинкова мина в Япония. Извършеният от него опит (наречен Камиоканде-II) потвърждава резултатите на Дейвис: засеченото неутрино е три пъти по-малко от теоретично очакваното. През 1987 г. Камиоканде засича неутриното, излъчено при избухването на свръхновата SN1987A в Големия Магеланов облак. След построяването на по-голям детектор, наречен Супер-Камиоканде, който започва да работи през 1996, Кошиба доказва това, което учените подозират отдавна: при полета си неутриното свободно преминава от един вид в друг, като съществуват общо три вида, което обяснява парадокса с наблюдаването на три пъти по-малко неутрино с източник Слънцето.